# Pacific Railroad Acts
Az 1862-es Pacific Railroad Acts  (magyar nyelven: csendes-óceáni vasúti törvények a kongresszus egy sor olyan törvénye volt, amely az első transzkontinentális vasútvonal építését támogatta az Amerikai Egyesült Államokban azáltal, hogy engedélyezte az államkötvények kibocsátását és a vasúti társaságoknak nyújtott földterületek odaítélését. Az akkori hadügyminiszter, Jefferson Davis vezette hadügyminisztériumot a kongresszus 1853-ban felhatalmazta, hogy a Mississippitől északról délre öt különböző lehetséges transzkontinentális útvonal felmérését végezze el, és 1855 elején egy hatalmas, tizenkét kötetes jelentést nyújtott be a kongresszusnak az eredményekről. Azonban nem sikerült megállapodni egy útvonalról vagy a kormány pénzügyi támogatását és földtámogatásokat engedélyező törvényjavaslatról, és azt nem is fogadták el, amíg a déli államok 1861-es elszakadása meg nem szüntette a központi útvonal ellenzését. Az 1862. évi Pacific Railroad Act (12 Stat. 489) volt az eredeti törvény. Néhány rendelkezését később négy további módosító törvény módosította, bővítette vagy hatályon kívül helyezte: Az 1863. évi Pacific Railroad Act (12 Stat. 807), az 1864. évi Pacific Railroad Act (13 Stat. 356), az 1865. évi Pacific Railroad Act (13 Stat. 504) és az 1866. évi Pacific Railroad Act (14 Stat. 66).

## Az 1862. évi törvény, valamint az 1864-65. évi módosított törvény
Az 1862. évi Pacific Railroad Act kezdte meg a szövetségi kormányzat által közvetlenül a vállalatoknak nyújtott földtámogatásokat; e törvényt megelőzően a földtámogatásokat az államoknak adták, a vállalatok javára.
Az eredeti 1862. évi törvény hosszú címe így szólt: Törvény a Missouri folyótól a Csendes-óceánig tartó vasút- és távíróvonal építésének támogatásáról, valamint a kormány számára a vasútvonal postai, katonai és egyéb célokra történő használatának biztosításáról. A törvény nagyrészt egy hat évvel korábban, 1856. augusztus 16-án, a 34. kongresszusnak a csendes-óceáni vasúttal és távíróval foglalkozó különbizottság által eredetileg benyújtott törvényjavaslaton alapult. Az Abraham Lincoln elnök által 1862. július 1-jén törvénybe iktatott 1862-es törvény felhatalmazást adott kiterjedt földtámogatásokra az Egyesült Államok nyugati részén, valamint 30 éves futamidejű államkötvények kibocsátására (6 százalékos kamattal) a Union Pacific Railroad és a Central Pacific Railroad (később Southern Pacific Railroad) társaságok számára, hogy a Missouri folyó keleti partja és Council Bluffs között egy összefüggő transzkontinentális vasútvonalat építsenek, Iowa államban (a nebraskai Omahával szemben) és a Sacramento folyó hajózható vizei között a kaliforniai Sacramentóban. A törvény 2. szakasza minden egyes társaságnak egybefüggő útjogokat biztosított a vasútvonalaikhoz, valamint minden közterületet a pálya mindkét oldalán lévő 100 láb (30 m) távolságon belül.
A 3. szakasz további 10 négyzetmérföld (26 km²) közterületet biztosított minden egyes mérföldnyi szintkülönbség után, kivéve ott, ahol a vasútvonalak városokon haladnak keresztül vagy folyókat kereszteznek. E további földtámogatások felosztásának módját a törvény úgy határozta meg, hogy "mérföldenként öt váltakozó szelvényt az említett vasút mindkét oldalán, annak vonalán, és mindkét oldalon tíz mérföldes határon belül", ami így a társaságok számára összesen 6400 hektárt (2600 ha) biztosított a vasútjuk minden egyes mérföldjére. (A közbeeső, nem odaítélt terület közterületként az Egyesült Államok Általános Földhivatalának felügyelete és ellenőrzése alatt maradt). Az U.S. Government Pacific Railroad Bonds az 5. szakaszban engedélyezték, hogy a társaságok számára 16 000 amerikai dollárt adjanak ki a Sierra Nevada kijelölt alapjától nyugatra és a Sziklás-hegység kijelölt alapjától keletre elkészült pályamérföldönként (UPRR). A törvény 11. szakasza úgy rendelkezett, hogy a kötvények kibocsátása "mérföldenként háromszoros" (48 000 dollárra) a két hegyvonulat felett és a két hegyvonulaton belül elkészült pályaszintre (de összesen 300  mérföldre (480 km) korlátozva ezzel a mértékkel), és kétszeresére (32 000 dollárra) a két hegyvonulat között lefektetett, elkészült pályaszint mérföldjére.
A törvény által engedélyezett 30 éves futamidejű amerikai államkötvényeket az amerikai kormány bocsátotta volna ki és fedezte volna, amely aztán a felvett tőkét a vasúttársaságok rendelkezésére bocsátotta volna a vasútvonalak szakaszainak befejezésekor, cserébe az adott szakaszon fennálló zálogjogért. A zálogjogok a vasútra és annak minden berendezési tárgyára kiterjedtek, és a társaságok a kölcsönöket teljes egészében (és kamatokkal együtt) visszafizették, amikor azok esedékessé váltak.

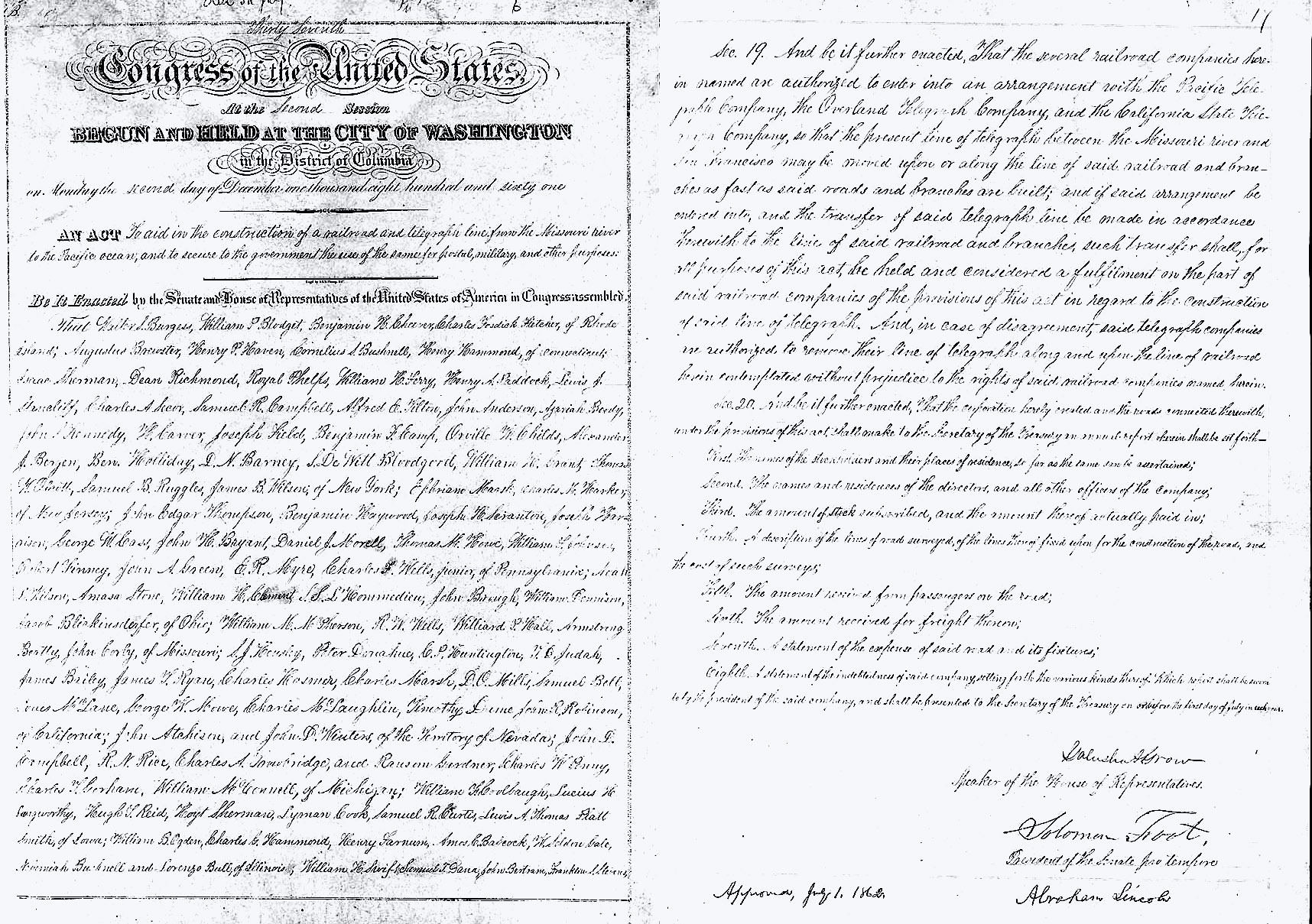
Az Abraham Lincoln elnök által 1862. július 1-jén aláírt 1862. évi Pacific Railroad Acts (csendes-óceáni vasúti törvény) (12 Stat. 489) eredeti kéziratának első és utolsó oldala (U.S. National Archives)

Az 1864. évi módosító törvény (13 Statutes at Large, 356) 10. szakasza ezen felül felhatalmazta a két alapító társaságot, hogy saját "Első jelzálogleveleket" bocsássanak ki, összesen legfeljebb az Egyesült Államok által kibocsátott kötvények összegéig (de nem nagyobb összegben), és hogy az ilyen társaság által kibocsátott értékpapírok elsőbbséget élvezzenek az eredeti kormánykötvényekkel szemben.
Az 1865. március 3-i módosító törvény ratifikálta és megerősítette a Central Pacific Railroad által a Western Pacific Railroadnak adott megbízást a Pacific Railroad legnyugatibb, Sacramentótól San Joséig tartó szakaszának megépítésére, és felhatalmazta a Western Pacificet, mint az egyik alapító társaságot.
1850 és 1871 között a vasutak több mint 175 millió acre (71 millió hektár) közterületet kaptak - ez a terület több mint egytizede az egész Egyesült Államok területének, és nagyobb terület, mint Texas.
A vasutak terjeszkedése új utakat biztosított a migrációnak az amerikai belső területekre. A vasutak szép haszonnal adták el földjeik egy részét az érkező telepeseknek. A sínekhez legközelebb eső földek voltak a legdrágábbak, mert a farmerek és a rancherek a vasútállomások közelében akartak letelepedni.

## Az 1863. évi törvény
Az 1863. március 3-i törvény (12 Sta. 807) a következő volt:
TÖRVÉNY a csendes-óceáni vasútvonal és mellékágai nyomtávjának meghatározásáról.
Az Amerikai Egyesült Államok Szenátusa és Képviselőháza az összegyűlt kongresszusban törvénybe iktatja, hogy a csendes-óceáni vasútvonal és ágainak nyomtávja a csendes-óceáni partoktól a Missouri folyóig teljes terjedelmében négy láb nyolc és fél hüvelyk.
Ez a törvény a vasút által használandó nyomtávot négy láb és nyolc és fél hüvelykben (1435 mm, normál nyomtávolság) határozta meg, egy olyan nyomtávot, amelyet korábban George Stephenson használt Angliában a Liverpool és Manchester közötti vasútvonalnál (1830), és amely már népszerű volt az északkeleti államok vasútjai körében. Részben az 1863-as törvénynek köszönhetően ez a nyomtáv széles körben (de nem mindenütt) elfogadottá vált az Egyesült Államokban, és szabványos nyomtáv néven ismert. A közös nyomtávválasztás lehetővé tette a kocsik könnyű átrakását a különböző vasúttársaságok között, és megkönnyítette a társaságok közötti pályahasználati jogokat.

## Thurman-törvény
A Thurman-törvény néven ismertté vált kongresszusi törvény (1878. május 7., 20 Stat. 56) az eredeti törvényből következő, a vasúti támogatások, bevételek és kölcsönök visszafizetése körüli viták megoldását célzó módosítás volt.

## Kapcsolódó elsődleges forrásdokumentumok (További információk)
- Full annotated texts of all Acts and Resolves passed by the Congress of the United States relating to the Pacific Railroad (1862–1874) Central Pacific Railroad Photographic History Museum
- REPORT OF THE SELECT COMMITTEE ON THE PACIFIC RAILROAD AND TELEGRAPH Including a Minority Report & Proposed Pacific Railroad Acts, 34th Congress, 1st Session, House Report #358 (1856) Central Pacific Railroad Photographic History Museum
- FIRST MORTGAGE BONDS OF THE CENTRAL PACIFIC RAILROAD Business Prospects and Operations of the Company, and Exhibit of Earnings, &c., for Quarter Ending Sept. 30, 1867. Central Pacific Railroad Photographic History Museum
- The General Railroad Law of California. (May 20, 1861); Act to Aid in Carrying Out the Pacific Railroad and Telegraph Act of Congress. (April 4, 1864) Central Pacific Railroad Photographic History Museum
- Abstract from the 1862 Annual Report of the Commissioner of the General Land Office to the Secretary of the Interior relating to Government Land Grants under the Pacific Railroad Act of 1862, Western Mineral Lands, and Surveying Estimates. Central Pacific Railroad Photographic History Museum
- The Official "Date of Completion" of the Transcontinental Railroad under the Provisions of the Pacific Railroad Act of 1862, et seq., as Established by the Supreme Court of the United States to be November 6, 1869. (99 U.S. 402) 1879  Central Pacific Railroad Photographic History Museum
- ANNUAL REPORT OF THE COMMISSIONER OF RAILROADS, made to the Secretary of the Interior, for the year ending June 30, 1883. Appendix 1. Transcontinental Railroads. History of Construction. RAILROAD GRANT ACTS. Central Pacific Railroad Photographic History Museum
- Legislative History of the First Transcontinental Railroad Congressional Globe (1850–1873) Central Pacific Railroad Photographic History Museum